# Emile-Alfred-Ernest Bellani
Emile-Alfred-Ernest Bellani, francoski general, * 1880, † 1972.